# Bahnstrecke Wolnzach–Geisenfeld
| |                      |                                             |                               |
| Streckennummer: | 5384                 |                                             |                               |
| Kursbuchstrecke: | 413h (1944, 1946)    |                                             |                               |
| Streckenlänge: | 9,34 km              |                                             |                               |
| Spurweite: | 1435 mm (Normalspur) |                                             |                               |
| Streckenklasse: | A                    |                                             |                               |
| Maximale Neigung: | 15 ‰                 |                                             |                               |
| Minimaler Radius: | 200 m                |                                             |                               |
| Streckengeschwindigkeit: | 50 km/h              |                                             |                               |
| |                      |                                             |                               |
| \| \| \| von München \| \| \| \| 0,00 \| Rohrbach (Ilm) (bis 2000: Wolnzach Bahnhof) \| 420 m \| \| \| \| nach Treuchtlingen \| \| \| \| \| nach Mainburg \| \| \| \| 2,50 \| Burgstall (bis 1923) \| Burgstall (bis 1923) \| \| \| 3,20 \| Königsfeld (b Wolnzach) (Hst) \| Königsfeld (b Wolnzach) (Hst) \| \| \| 5,75 \| Niederlauterbach (Oberbay) \| Niederlauterbach (Oberbay) \| \| \| 8,03 \| Zell (b Geisenfeld) \| Zell (b Geisenfeld) \| \| \| 9,34 \| Geisenfeld \| 374 m \| \| \| \| \| \| \| Quellen: [1][2][3] \| \| \| \| |                      |                                             |                               |
| Strecke |                      | von München                                 | von München                   |
| Bahnhof | 0,00                 | Rohrbach (Ilm) (bis 2000: Wolnzach Bahnhof) | 420 m                         |
| Abzweig geradeaus und nach links |                      | nach Treuchtlingen                          | nach Treuchtlingen            |
| Abzweig ehemals geradeaus und nach rechts |                      | nach Mainburg                               | nach Mainburg                 |
| Haltepunkt / Haltestelle (Strecke außer Betrieb) | 2,50                 | Burgstall (bis 1923)                        | Burgstall (bis 1923)          |
| Haltepunkt / Haltestelle (Strecke außer Betrieb) | 3,20                 | Königsfeld (b Wolnzach) (Hst)               | Königsfeld (b Wolnzach) (Hst) |
| Bahnhof (Strecke außer Betrieb) | 5,75                 | Niederlauterbach (Oberbay)                  | Niederlauterbach (Oberbay)    |
| Haltepunkt / Haltestelle (Strecke außer Betrieb) | 8,03                 | Zell (b Geisenfeld)                         | Zell (b Geisenfeld)           |
| Kopfbahnhof Streckenende (Strecke außer Betrieb) | 9,34                 | Geisenfeld                                  | 374 m                         |
| |                      |                                             |                               |
| Quellen: |                      |                                             |                               |

Die Bahnstrecke Wolnzach Bahnhof–Geisenfeld war eine Nebenbahn in der Hopfenregion Hallertau im nördlichen Oberbayern. Im Volksmund war die Strecke als Geisenfelder Bockerl bekannt. Gelegentlich wird sie wegen der geografischen und geschichtlichen Nähe als dritter Streckenast zum Netz der Hallertauer Lokalbahn gezählt, war betrieblich aber weitgehend eigenständig.

## Geschichte
Nachdem der Markt Geisenfeld bereits seit 1861 bei verschiedenen überregionalen Eisenbahn-Bauprojekten stets das Nachsehen hatte, wollte man dem Beispiel Mainburgs folgen, das bis Ende 1895 den Anschluss durch eine Lokalbahn nach Wolnzach Bahnhof (im Jahr 2000 in Rohrbach (Ilm) umbenannt) an der Bahnstrecke München–Treuchtlingen erreichte. Die Planungen dazu begannen ein Jahr später. Nach erneuten Verzögerungen genehmigte das bayerische Lokalbahngesetz vom 10. August 1904 den Bau einer Lokalbahn von Wolnzach Bahnhof bis Geisenfeld. Im April 1906 begannen die Bauarbeiten für die kurze Strecke. Sie verlief ab Wolnzach Bahnhof etwa einen Kilometer parallel zur Mainburger Strecke und folgte anschließend dem flachen Tal der Ilm, bis sie nach insgesamt neun Kilometern den Endbahnhof Geisenfeld erreichte.
Am 15. Dezember 1906 nahmen die Königlich Bayerischen Staatseisenbahnen die Strecke nach kurzer Bauzeit feierlich in Betrieb. In der Anfangszeit setzte man auf der Trasse die eigens für einfache Betriebsverhältnisse entwickelten Lokalbahnlokomotiven der Gattungen ML 2/2 und PtL 2/2 (Baureihe 983) ein. Da in Wolnzach Bahnhof beiden Lokalbahnen nur ein Bahnsteig zur Verfügung stand, wurde der Zug nach Geisenfeld in der Regel hinter dem Mainburger Zug auf dem gleichen Gleis bereitgestellt und fuhr etwa fünf Minuten zeitversetzt. Über viele Jahre verkehrten in der Regel drei bis vier Zugpaare pro Tag. Sie führten nur die dritte, zwischen 1918 und 1928 nur die in Bayern vorübergehend eingeführte vierte Wagenklasse.
Ende 1923 schloss die Deutsche Reichsbahn infolge wirtschaftlicher Probleme durch die Hyperinflation die Station Zell vorübergehend, Burgstall dauerhaft. Bereits in den 1930er Jahren drohte der Strecke erstmals die Stilllegung, da nach der Einrichtung einer auf direktem Weg verkehrenden privaten Omnibuslinie Ingolstadt–Geisenfeld–Mainburg viele Fahrgäste abwanderten. 1944/45 ersetzte man den Zugverkehr vorübergehend durch einen Bus. Die Strecke war im Zweiten Weltkrieg nahezu unbeschädigt geblieben; man verwendete sie jedoch, um teils stark beschädigte Lokomotiven und Wagen aus Ingolstadt abzustellen.
Nach dem Zweiten Weltkrieg wurde eine Lokomotive der früheren Gattung Pt 2/3 (Baureihe 700) eingesetzt und der Fahrplan Anfang der 1950er Jahre auf acht Zugpaare täglich erweitert. Auf moderne Schienenbusse stellte man dennoch nicht mehr um: Am 1. Dezember 1953 wurde der Reisezugverkehr zwischen Wolnzach Bahnhof und Geisenfeld als erster auf einer bayerischen Eisenbahnstrecke aus wirtschaftlichen Gründen eingestellt - sieht man von Strecken ab, die durch die Deutsche Teilung unterbrochen wurden. Stattdessen setzte die junge Deutsche Bundesbahn nun dauerhaft einen Bahnbus auf der fast parallel verlaufenden Staatsstraße ein, dessen Fahrten im Kursbuch noch jahrelang als Schienenstrecke verzeichnet waren.
Dem Güterverkehr diente die Strecke weiterhin. Dafür setzte man aufgrund der flachen Trasse die in Wolnzach Bahnhof stationierte Köf ein, nach deren Abzug ab etwa 1982 eine Diesellokomotive der Baureihe 211 des Bw Augsburg. Wegen des mittlerweile schlechten Oberbaus konnten die schweren Maschinen der Baureihe 290, die die Strecke nach Mainburg bedienten, hier nicht genutzt werden. Da sich der Zustand der Strecke in den 1980er Jahren immer weiter verschlechterte, stellte man den Güterverkehr am 31. Dezember 1987 ein, legte die Strecke zum 31. März 1988 formal still und baute sie noch im selben Jahr ab. Das frühere Bahnhofsgelände und die Gleistrasse im Stadtgebiet Geisenfeld sind heute weitgehend überbaut.